# Барнаульский ленточный бор
Барнаульский ленточный бор — светлохвойный реликтовый лес в Алтайском крае. Самый большой по протяжённости (550 километров) из ленточных боров Западной Сибири. Один из важных природных объектов Алтайского края. Назван по протекающей через большую часть бора реке Барнаулке.

## Географическое положение и происхождение

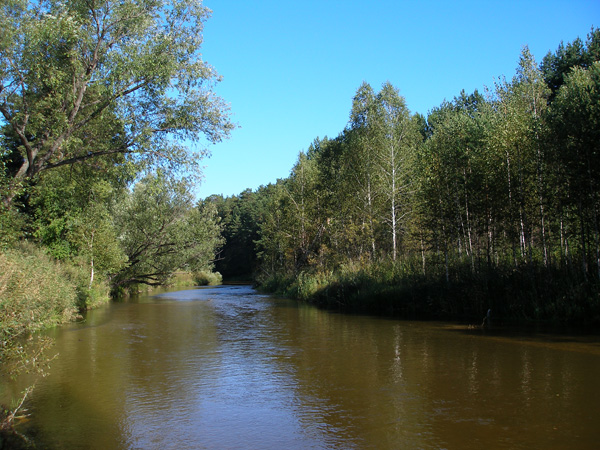
Река Барнаулка в бору около Барнаула

Бор расположен на Приобском плато, по левобережью реки Оби, протянувшись на 550 км от города Барнаула в направлении с северо-востока на юго-запад. Административно бор находится преимущественно на территории Алтайского края. Ширина бора, почти на всём его протяжении, составляет от 8 до 10 км. На юго-западе края, между сёлами Волчиха и Новоегорьевское, лента бора соединяется с соседним Касмалинским ленточным бором, образуя Гатский бор. Этот участок уникального леса является особо охраняемой природной территорией и выделен в Егорьевский заказник.
Ленточный бор образовался на песчаных древнеаллювиальных отложениях, оставшихся со времени последнего ледникового периода. Считается, здесь находились древние русла Оби, огибавшей тогда гигантский ледник и нёсшей свои воды на запад, в сторону современного Иртыша. Толщина песчаных отложений здесь достигает 300—400 м. Плодородный слой, сформированный на песчаных отложениях, в основном представлен дерново-подзолистыми почвами.

## Растительный мир

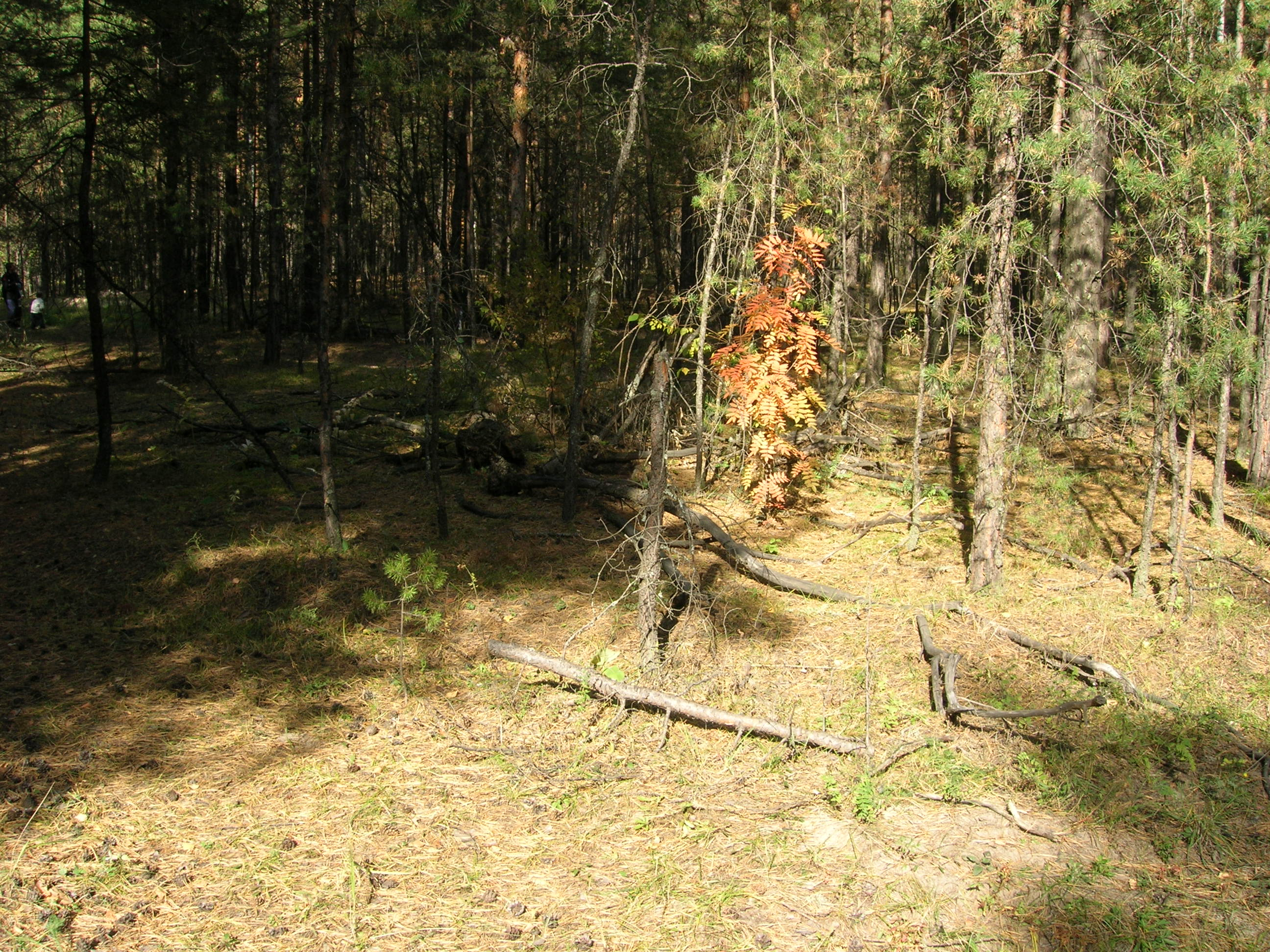
Ленточный бор в пригороде Барнаула осенью.

Кроме сосны, как главного вида боровой растительности, в верхнем ярусе произрастают берёза и осина, но как правило в ложбинах, в местах вырубки леса и бывших гарях. По берегам Барнаулки часто встречается ива и тополь.
В среднем ярусе бора растёт множество кустарников, в том числе ягодников: калина, смородина, черемуха, малина, ежевика, облепиха, черника, рябина, крушина, боярышник, шиповник, брусника, а на болотах — клюква. В нижнем ярусе —травянистые растения: папоротник, хвощ зимующий, молочай кипарисовый, костяника, земляника, лютик, на открытых участках — ковыль. В боровых болотах — камыш и осока. Распространены мхи и лишайники. Летом и осенью, после обильных дождей, вырастают белые грибы, опята, лисички, грузди, рыжики и другие съедобные грибы.

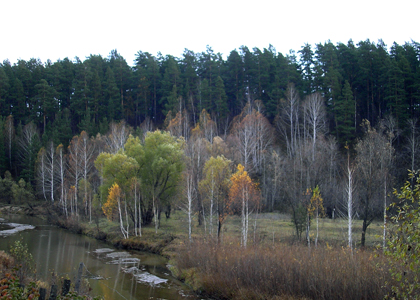
Ленточный бор в Барнауле.

Отдельные виды растений, как редкие и исчезающие, включены в Красную книгу Алтайского края, так например: щитовник гребенчатый, щитовник мужской, кувшинка белоснежная, кувшинка четырёхгранная, башмачок крупноцветковый, гнездоцветка клобучковая, ятрышник шлемоносный, калла болотная.

## Животный мир
Фауна ленточного бора очень разнообразна. Здесь водится лось, сибирская косуля, заяц, лиса, волк, бурундук, белка, рысь, барсук, горностай, кабан, ондатра, бобр и другие звери. В бору обитает множество птиц: козодой, дятел, большая синица, московка, коршун, сова, рябинник, удод, поползень, свиристель, дрозд, скворец, воробей, серая ворона, сорока, кукушка, снегирь, озёрная чайка, крупные пернатые — глухарь, филин. В бору у Новичихи изредка встречается чёрный аист. Обыкновенная гадюка, ящерица, уж — характерные представители пресмыкающихся. По болотам и побережьям озёр обитают земноводные: серая жаба, лягушка.

## Хозяйственное использование
С приходом русских переселенцев на Алтай в XVIII веке и развитием сереброплавильного производства, в бору заготавливали древесину для выжигания древесного угля и производства соснового дёгтя. Лесовосстановительными работами тогда никто не занимался. С 1747 года Барнаульский бор, как и все лесные массивы Алтая, находился во владении Кабинета Его Императорского Величества. Только с 1840 года, когда была образована Лесная часть в правлении Алтайского горного округа и организована лесная стража, после устройства лесных дач (в Барнаульском бору — Бахматовская и Барнаульская), была начата работа по ведению правильного лесного хозяйства. По результатам проведённой в конце XIX века классификации лесов Алтайского округа Барнаульский бор был отнесён к истощённым и истреблённым дачам, где не менее 70 % площади составляла молодая поросль или территория была оголена без возможности естественного облесения.
В дореволюционные годы XX века земли, принадлежащие Кабинету, сдавались в долгосрочную аренду крестьянам с правом выкупа, но это не распространялось на территории ленточных боров. Для охраны леса от самовольных порубщиков создавались кордоны, летучие отряды, действовали объездчики. Крестьяне, жившие у бора, должны были вносить плату за строительный лес, за право охоты и рыбной ловли, за сбор ягод и грибов, а в случаях самоуправства платить штрафы, пени в казну. Кабинет содержал лесопильный завод на месте закрытого сереброплавильного завода в Барнауле.

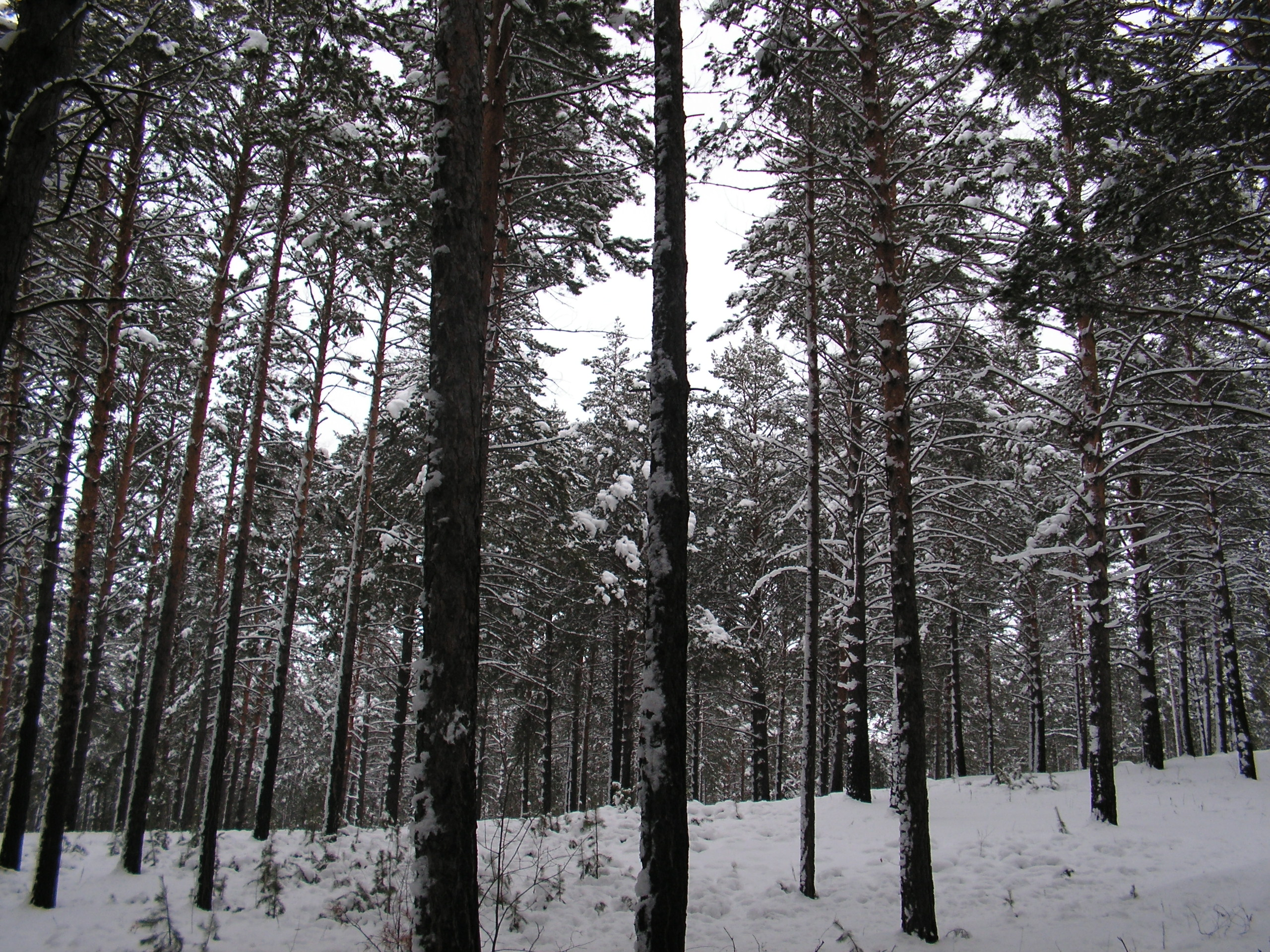
Зимой в бору.

Лесная протока

В первые годы советской власти принимались меры по предотвращению истребления леса, действовала лесная стража, существовали лесничества. С ноября 1929 года лесничества были преобразованы в лесхозы. Уже в послевоенные годы, после образования Министерства лесного хозяйства СССР происходило техническое перевооружение предприятий лесной отрасли — в лесхозы стала поступать техника и не только лесозаготовительная, но и противопожарная, создавались пожарно-химические станции, возводились пожарно-наблюдательные вышки. В 50-е и особенно в 60-е годы неоднократно проводились кампании по защите леса от болезней и вредителей, применялись так называемые авиационно-химические методы борьбы — опыление с помощью самолётов дустами ДДТ и гексахлорана — давшие минимальные положительные результаты и нанёсшие колоссальный экологический урон всему живому в бору.
Согласно новому Лесному кодексу Российской Федерации, собственником леса является государство, а основным структурным подразделением на местах, на которое возлагается выполнение задач по использованию леса, его охране и лесовосстановлению — лесничество. В настоящее время бор находится в зонах ответственности нескольких лесничеств (Барнаульское, Павловское, Ребрихинское, Новичихинское) Управления лесами Алтайского края Рослесхоза. Перестали существовать лесхозы и по действующему законодательству вся лесохозяйственная деятельность осуществляется арендаторами. В каждом лесничестве есть такие хозяйствующие субъекты, как правило, с частной формой собственности. В Барнаульском бору крупными арендаторами являются частные предприятия, входящие в холдинговую компанию «Алтайлес».

## Экологическое состояние
Ленточные боры традиционно являются в Алтайском крае максимально значимым природным объектом: СМИ сравнивают отношение жителей края с отношеним населения Прибайкалья к озеру Байкал.
В бору много баз отдыха, санаториев, детских летних лагерей.
В нагорной части Барнаула, в советское время, бор постепенно вырубался по причине размещения все большего количества лечебных и оздоровительных учреждений. За последние 20 лет существует ещё более активная практика выдачи земельных участков в бору под строительство частных домовладений, как в черте города так и в его пригородах. Бор является излюбленным местом отдыха населения края, что не лучшим образом сказывается на экологическом состоянии леса. После пикников отдыхающие часто оставляют после себя в бору бытовые отходы. В окрестностях Барнаула, рядом с населёнными пунктами Южный, Власиха, Черницк, Борзовая Заимка, можно встретить стихийно организованные многочисленные мусорные свалки. С июля 2012 года группа энтузиастов из социальной сети «Вконтакте» еженедельно проводит экологические акции по уборке мусора в пределах города Барнаула.
Большой урон приносили пожары. В 1952 году бор сильно выгорел в своей центральной части. В 1997 году, на юго-западе, бор также сильно пострадал от лесных пожаров. Засушливым летом 2012 года случались отдельные очаги возгораний. Всемирным фондом дикой природы разработана специальная программа по восстановлению данного лесного массива.
В 2017 году СМИ сообщали о якобы незаконной застройке ленточного бора под видом «временных сооружений» капитальными многоэтажными коттеджами, принадлежащими представителям местных элит. В их числе — судьи, депутаты, чиновники и близкие к власти предприниматели.